# ルディ・フェラー
ルディ・フェラー（Rudi Völler, 1960年4月13日 - ）は、ドイツ（旧西ドイツ）出身の元サッカー選手。キャリア通算では、375得点をあげた。現在はドイツ代表でスポーツディレクターを務める。

## クラブ経歴

### ドイツ時代
1977年、地元のクラブ・オッフェンバッハでキャリアをスタート。その後、1977年、17歳の時、2部のキッカーズ・オッフェンバッハでプロデビューを果たした。1980-81シーズン、1部の1860ミュンヘンへ移籍、この年9点をあげたが、チームは2部降格となった。1981-82シーズン、2部で37試合37得点で2部得点王のタイトルを獲得したが、チームは1部再昇格を果たせなかった。
1982-83シーズン、オットー・レーハーゲルが活躍に注目し、ヴェルダー・ブレーメンに移籍。奥寺康彦とチームメートとなった。このシーズンチームは、得失点差でハンブルガーに次いでリーグ2位、31試合23得点で得点王に輝くとともに、西ドイツ年間最優秀選手にも選出。キャリア最高のシーズンを過ごした。1985年11月23日のバイエルン戦でクラウス・アウゲンターラーから悪質なファールを受けて大怪我を負い、半年間の離脱を強いられた。複帰すると、それまでのスピードが失われた代わりに、ヘディングが上達するなど、怪我前とは別のタイプの選手となっていた。 チームはリーグ最終戦まで首位を走っていたが、最終節でバイエルンに得失点差で逆転され、優勝を逃した。1986-87シーズンまで在籍、174試合119得点の成績を残した。

### ASローマ
1987-88シーズン、セリエA・ASローマに移籍、初年度は怪我で僅か5得点と、活躍出来なかった。1988-89シーズン以降は、3シーズン連続で二桁得点を決め、自身の価値を証明した。ファンたちからヴォラ・テデスコ(フライイングジャーマン)というニックネーを付けられ、ファンたちから愛された。1990-91シーズンのUEFAカップではラウンド16のボルドー戦、準々決勝のアンデルレヒト戦でそれぞれハットトリックを決めるなど、同シーズンの大会最多得点となる10ゴールを決め、チームの同大会の決勝進出に貢献(決勝ではインテルに敗れた。)、同シーズンのコッパ・イタリア決勝のサンプドリア戦では、1stレグ、2ndレグ共にPKを決めて優勝を果たすなどチームに貢献した。1992-93シーズンからヴヤディン・ボシュコヴが監督に就任することになり、クラウディオ・カニーヒアの獲得が決まると、外国人枠の関係もあり、来期のスタメンを保証されない状態になることが解ると、チームを離れることを決めた。公式戦通算198試合68ゴールの成績を残した。2014年にチームの殿堂入りを果たした。

### マルセイユ
1992-93シーズンにはパパンの後釜としてマルセイユに移籍、リーグでは開幕戦となったトゥールーズ戦でのゴール、トゥーロン・ヴァール戦でのハットトリックを含め18ゴールを決め、リーグ優勝に貢献(後に取り消しされた。)更にUEFAチャンピオンズリーグではゴールこそ2ゴールであったが、6アシストを決めて決勝進出に貢献、決勝でACミランを破り優勝を果たした。同年にはヴェルディ川崎入りが決定したとの報道もあった。

### レバークーゼン
1994-95からバイエル・レバークーゼンに移籍、ラストシーズンは32試合10ゴールの成績を残し、ブンデスリーガ1部では232試合132ゴール、2部では111試合55ゴールの成績を残した。

### 代表経歴
ドイツU-21代表としては、10得点を挙げた。また、1982年のUEFA U-21欧州選手権で決勝に進出した。
1982年11月17日にUEFA欧州選手権1984予選、北アイルランド戦でフル代表デビュー。1983年3月30日、同予選のアルバニア戦で初得点を記録した。1984年のUEFA欧州選手権1984ではルーマニア戦で2得点を決めた。
1986 FIFAワールドカップでは3ゴールを決め準優勝に貢献(準決勝のフランス戦で1ゴール、決勝のアルゼンチン戦では後半開始から出場し1ゴール1アシストを決めたが、2-3と敗れた。)、1988年のUEFA欧州選手権1988では、スペイン戦で2得点を決めた。
1990年ワールドカップイタリア大会ではグループリーグで3ゴールを決めるも、決勝トーナメント1回戦でオランダと対戦すると、この試合でオランダのフランク・ライカールトと諍いを起こし、退場処分となった。決勝のアルゼンチン戦ではPKを奪取、これをブレーメが決め1-0で勝利)。1992年、欧州選手権では、グループリーグ初戦のCIS戦で怪我を負い、チームから離脱した。
1994年ワールドカップアメリカ大会では直前に代表へ復帰し、ラウンド16のベルギー戦で2得点をあげて、準々決勝に進出したが、ブルガリアに敗れ、この試合が代表最後の試合となった。
ドイツ代表では通算90試合出場47得点を記録した。

## 引退後
指導者としては2000年からドイツ代表監督を務め、日韓W杯では準優勝をおさめたが、EURO2004でグループリーグ敗退と振るわず、その責任を取って辞任した。直後に古巣ASローマの監督に就任したものの、成績不振もあって開幕からわずか1ヶ月で辞任。その後はレバークーゼンに戻りスポーツディレクターに就任、2022年まで務めた。
2023年1月、ドイツ代表のスポーツディレクターに就任した。ドイツ代表監督のハンジ・フリックが2023年9月10日に解任されたことを受けて、同年9月12日のフランスとの国際親善試合で1試合限定の暫定監督を務めた。

## 代表歴

### 出場大会
- 西ドイツ/ドイツ代表
  - 1986 FIFAワールドカップ
  - 1990 FIFAワールドカップ
  - 1994 FIFAワールドカップ

### 試合数
- 国際Aマッチ 90試合 47得点（1982年-1994年）[14]

| ドイツ代表 | 国際Aマッチ | 国際Aマッチ |
| 年         | 出場        | 得点        |
| ---------- | ----------- | ----------- |
| 1982       | 1           | 0           |
| 1983       | 9           | 6           |
| 1984       | 11          | 5           |
| 1985       | 8           | 4           |
| 1986       | 10          | 7           |
| 1987       | 6           | 3           |
| 1988       | 10          | 4           |
| 1989       | 5           | 3           |
| 1990       | 13          | 8           |
| 1991       | 6           | 2           |
| 1992       | 6           | 2           |
| 1993       | 0           | 0           |
| 1994       | 5           | 3           |
| 通算       | 90          | 47          |

### 得点
| #  | Date           | Venue                                             | Opponent         | Score | Result | Competition                             |
| -- | -------------- | ------------------------------------------------- | ---------------- | ----- | ------ | --------------------------------------- |
| 1  | 1983年3月30日  | Qemal Stafa Stadium, ティラナ, アルバニア         | アルバニア       | 1–0   | 2–1    | UEFA欧州選手権1984予選                  |
| 2  | 1983年9月7日   | Népstadion, ブダペスト, ハンガリー                | ハンガリー       | 1–1   | 1–1    | フレンドリーマッチ                      |
| 3  | 1983年10月5日  | Parkstadion, ゲルゼンキルヒェン,ドイツ            | オーストリア     | 2–0   | 3–0    | UEFA欧州選手権1984予選                  |
| 4  | 1983年10月5日  | Parkstadion, ゲルゼンキルヒェン,ドイツ            | オーストリア     | 3–0   | 3–0    | UEFA欧州選手権1984予選                  |
| 5  | 1983年10月26日 | Olympic Stadium, ベルリン, ドイツ                 | トルコ           | 1–0   | 5–1    | UEFA欧州選手権1984予選                  |
| 6  | 1983年10月26日 | Olympic Stadium, ベルリン, ドイツ                 | トルコ           | 3–0   | 5–1    | UEFA欧州選手権1984予選                  |
| 7  | 1984年2月15日  | ヴァルナ, ブルガリア                              | ブルガリア       | 2–0   | 3–2    | フレンドリーマッチ                      |
| 8  | 1984年2月29日  | Heysel Stadium, ブリュセル, ベルギー              | ベルギー         | 1–0   | 1–0    | フレンドリーマッチ                      |
| 9  | 1984年3月28日  | Niedersachsenstadion, ハノーヴァー, Germany       | ソビエト連邦     | 1–1   | 2–1    | フレンドリーマッチ                      |
| 10 | 1984年6月17日  | Stade Félix-Bollaert, Lens, フランス              | ルーマニア       | 1–0   | 2–1    | UEFA欧州選手権1984                      |
| 11 | 1984年6月17日  | Stade Félix-Bollaert, Lens, フランス              | ルーマニア       | 2–1   | 2–1    | UEFA欧州選手権1984                      |
| 12 | 1985年2月24日  | Estádio da Luz, リスボン, ポルトガル              | ポルトガル       | 2–0   | 2–1    | 1986 FIFAワールドカップ・予選           |
| 13 | 1985年4月17日  | Rosenaustadion, Augsburg, ドイツ                  | ブルガリア       | 1–0   | 4–1    | フレンドリーマッチ                      |
| 14 | 1985年4月17日  | Rosenaustadion, Augsburg, ドイツ                  | ブルガリア       | 4–1   | 4–1    | フレンドリーマッチ                      |
| 15 | 1985年9月25日  | Råsunda Stadium, ストックホルム, スウェーデン     | スウェーデン     | 1–0   | 2–2    | 1986 FIFAワールドカップ・予選           |
| 16 | 1986年5月11日  | Ruhrstadion, ボーフム, ドイツ                     | ユーゴスラビア   | 1–1   | 1–1    | フレンドリーマッチ                      |
| 17 | 1986年5月14日  | Westfalenstadion, ドルトムント, ドイツ            | オランダ         | 1–0   | 3–1    | フレンドリーマッチ                      |
| 18 | 1986年5月14日  | Westfalenstadion, ドルトムント, ドイツ            | オランダ         | 2–0   | 3–1    | フレンドリーマッチ                      |
| 19 | 1986年6月8日   | Estadio La Corregidora, ケレタロ, メキシコ        | スコットランド   | 1–1   | 2–1    | 1986 FIFAワールドカップ                 |
| 20 | 1986年6月25日  | Estadio Jalisco, グアダラハラ, メキシコ           | フランス         | 2–0   | 2–0    | 1986 FIFAワールドカップ                 |
| 21 | 1986年6月29日  | Estadio Azteca, Mexico City, メキシコ             | アルゼンチン     | 2–2   | 2–3    | 1986 FIFAワールドカップ                 |
| 22 | 1986年10月29日 | Prater Stadium, ウィーン, Austria                 | オーストリア     | 1–1   | 1–4    | フレンドリーマッチ                      |
| 23 | 1987年8月12日  | Olympic Stadium, ベルリン, ドイツ                 | フランス         | 1–0   | 2–1    | フレンドリーマッチ                      |
| 24 | 1987年8月12日  | Olympic Stadium, ベルリン, ドイツ                 | フランス         | 2–0   | 2–1    | フレンドリーマッチ                      |
| 25 | 1987年9月23日  | Volksparkstadion, ハンブルグ,ドイツ               | デンマーク       | 1–0   | 1–0    | フレンドリーマッチ                      |
| 26 | 1988年6月17日  | Olympic Stadium, ミュンヘン, ドイツ               | スペイン         | 1–0   | 2–0    | UEFA欧州選手権1988                      |
| 27 | 1988年6月17日  | Olympic Stadium, ミュンヘン, ドイツ               | スペイン         | 2–0   | 2–0    | UEFA欧州選手権1988                      |
| 28 | 1988年8月31日  | Olympic Stadium, ヘルシンキ, フィンランド         | フィンランド     | 1–0   | 4–0    | 1990 FIFAワールドカップ・ヨーロッパ予選 |
| 29 | 1988年8月31日  | Olympic Stadium, ヘルシンキ, フィンランド         | フィンランド     | 2–0   | 4–0    | 1990 FIFAワールドカップ・ヨーロッパ予選 |
| 30 | 1989年3月22日  | Vasil Levski National Stadium, ソフィア, Bulgaria | ブルガリア       | 1–1   | 2–1    | フレンドリーマッチ                      |
| 31 | 1989年10月4日  | Westfalenstadion, ドルトムント, ドイツ            | フィンランド     | 4–0   | 6–1    | 1990 FIFAワールドカップ・ヨーロッパ予選 |
| 32 | 1989年11月15日 | Müngersdorfer Stadion, ケルン, ドイツ             | ウェールズ       | 1–1   | 2–1    | 1990 FIFAワールドカップ・ヨーロッパ予選 |
| 33 | 1990年4月25日  | Neckarstadion, シュトゥットガルト, ドイツ         | ウルグアイ       | 2–1   | 3–3    | フレンドリーマッチ                      |
| 34 | 1990年5月30日  | Parkstadion, ゲルゼンキルヒェン, ドイツ           | デンマーク       | 1–0   | 1–0    | フレンドリーマッチ                      |
| 35 | 1990年6月10日  | Stadio Giuseppe Meazza, ミラノ, イタリア          | ユーゴスラビア   | 4–1   | 4–1    | 1990 FIFAワールドカップ                 |
| 36 | 1990年6月15日  | Stadio Giuseppe Meazza, ミラノ, イタリア          | アラブ首長国連邦 | 1–0   | 5–1    | 1990 FIFAワールドカップ                 |
| 37 | 1990年6月15日  | Stadio Giuseppe Meazza, ミラノ, イタリア          | アラブ首長国連邦 | 5–1   | 5–1    | 1990 FIFAワールドカップ                 |
| 38 | 1990年10月10日 | Råsunda Stadium, ストックホルム, スウェーデン     | スウェーデン     | 2–0   | 3–1    | フレンドリーマッチ                      |
| 39 | 1990年10月31日 | Stade Josy Barthel, Luxembourg, ルクセンブルグ    | ルクセンブルク   | 3–0   | 3–2    | UEFA EURO '92予選                       |
| 40 | 1990年12月19日 | Neckarstadion, シュトゥットガルト, ドイツ         | スイス           | 1–0   | 4–0    | フレンドリーマッチ                      |
| 41 | 1991年10月16日 | Frankenstadion, ニューンベルグ, ドイツ            | ウェールズ       | 2–0   | 4–1    | UEFA EURO '92予選                       |
| 42 | 1991年11月20日 | King Baudouin Stadium, ブリュセル, ベルギー       | ベルギー         | 1–0   | 1–0    | UEFA EURO '92予選                       |
| 43 | 1992年5月30日  | Parkstadion, ゲルゼンキルヒェン, ドイツ           | トルコ           | 1–0   | 1–0    | フレンドリーマッチ                      |
| 44 | 1992年10月14日 | Rudolf-Harbig-Stadion, ドレスデン, ドイツ         | メキシコ         | 1–0   | 1–1    | フレンドリーマッチ                      |
| 45 | 1994年5月8日   | Varsity Stadium, トロント, カナダ                 | カナダ           | 2–0   | 2–0    | フレンドリーマッチ                      |
| 46 | 1994年6月2日   | Soldier Field, シカゴ, アメリカ                   | ベルギー         | 1–0   | 3–2    | 1994 FIFAワールドカップ                 |
| 47 | 1994年6月2日   | Soldier Field, シカゴ, アメリカ                   | ベルギー         | 3–1   | 3–2    | 1994 FIFAワールドカップ                 |

## タイトル
- ドイツ・ブンデスリーガ得点王　: 1982-83
- UEFA欧州選手権1984ベストイレブン
- 西ドイツ年間最優秀選手　: 1983
- イタリアW杯優勝
- コッパ・イタリア優勝 : 1990-91
- UEFAカップ得点王 : 1990-91
- UEFAチャンピオンズリーグ優勝 : 1992-93